# Ausland (Berlin)

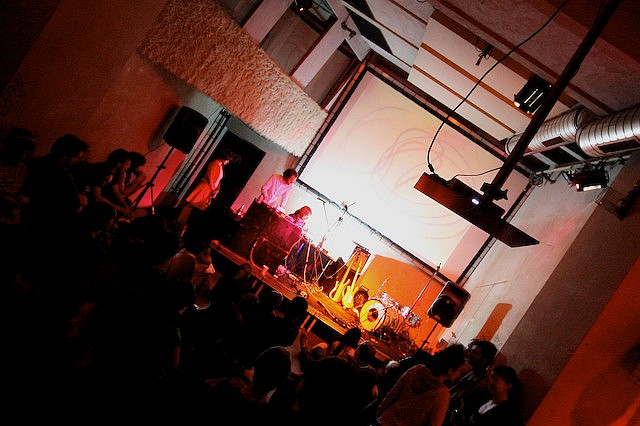
Ausland Berlin

Ausland ist ein Berliner Veranstaltungsort für experimentelle und Improvisierte Musik.
Das Ausland (Lychener Str. 60) im Ortsteil Berlin-Prenzlauer Berg wurde 2002 als ein Ort für experimentelle Musik gegründet. Gleichzeitig fand die Konzertreihe biegungen im ausland statt. „Das Spektrum reicht von frei improvisierter Musik über Free Jazz und an die Klangwelten der Neuen (komponierten) Musik anknüpfenden Stile bis hin zu elektronisch anmutenden und reduktionistisch-minimal angelegten Echtzeit-Kompositionen.“ Bislang traten dort u. a. Pierre Borel, Daniel Dorsch, Petter Eldh, Robert Klammer, Rudi Mahall, Sharif Sehnaoui, Clayton Thomas und Els Vandeweyer auf.
Neben den Konzerten finden dort auch Performances, politische Diskussionsabende und auch Ausstellungen statt. In dem Veranstaltungsort fanden auch Workshops statt (2013 mit Barre Phillips) und es wurde eine Reihe von Konzerten mitgeschnitten und veröffentlicht, u. a. von Antoine Beuger, Axel Dörner, Masayoshi Fujita, Sven-Åke Johansson, Yoshio Machida, Olaf Rupp, Frank Paul Schubert, Tamio Shiraishi,  Burkhard Stangl, Michael Thieke und Andreas Willers.

## Auszeichnungen
- APPLAUS 2023 – Preis für bestes Livemusikprogramm[12]